# باكين
شركة البويات والصناعات الكيماوية وتُعرف اختصارًا باسم باكين شركة صناعات كيماوية مصرية. تأسست «باكين» سنة 1958، وهي شركة رائدة في صناعة الدهانات الانشائية والدهانات الصناعية وأحبار الطباعة ومملوكة من شركة الاصباغ الوطنية القابضة صاحبة اكبر حصة سوقية على مستوى الشرق الأوسط.

## الشهادات الحاصلة عليها
- Quality Management Systems): ISO 9001)
- Controlling and Improving the Organization's Environmental )Performance ): ISO 1400
- Occupational Health and Safety Management Systems : OHSAS 18001
- Competence of Testing Laboratories : ISO/ IEC 17025

## أهم إنجازاتها
- صاحبة تحالف استراتيجي مع شركة اكسونوبل أكبر شركة في تصنيع الدهانات في العالم مما يتيح لها تصنيع وبيع منتجات الشركة تحت الاسم التجاري ديلوكس
- صاحبة تحالف استراتيجي مع الشركة الأول في العالم نوفاكلر لتصنيع الدهانات الديكورية
- صاحبة مصنع كبير للدهانات الديكورية في ليبيا [2][3]

## الشركات التابعة
- البويات والصناعات الكيماوية (باكين)
- العبور للبويات والصناعات الكيماوية [4]
- باكين للأحبار
- باكين للطلاءات والصناعات الكيماوية (ليبيا)[5][6]

## حصص المساهمين
- شركة الاصباغ الوطنية القابضة (80.66%)
- ايه ام ان للإستثمار الصناعى (15.555%)[7][8][9]